# Raždaginja
Raždaginja (Servisch cyrillisch Раждагиња) is een plaats in de Servische gemeente Sjenica. De plaats telt 418 inwoners (2002).